# کوه خان شاطیر
کوه خان شاطیر (به قزاقی: Khan Shatyr Mountain) یک کوه در قزاقستان است که در Kazakhstan, Almaty Region واقع شده‌است.